# Indiana Jones in Revenge of the Ancients
Indiana Jones in Revenge of the Ancients is een computerspel gebaseerd op het personage Indiana Jones, ontwikkeld door Angelsoft en uitgebracht door Mindscape.
Het spel is een tekstadventurespel dat niet gebaseerd is op een van de vier films. In plaats daarvan bevat het spel een nieuw avontuur dat zich afspeelt in 1932. Net als bij andere tekstadventurespellen moet de speler intypen wat hij of zij wil doen. Elke gemaakte keuze bepaalt hoe het verhaal verder loopt.
In het verhaal gaat Indiana Jones op zoek naar de Tepotzteco-piramide in de Mexicaanse jungle. Hier ligt de Mazatec Power Key verborgen. Hij moet deze sleutel bemachtigen voor de nazi’s dat doen.